# Hazard (Würfelspiel)

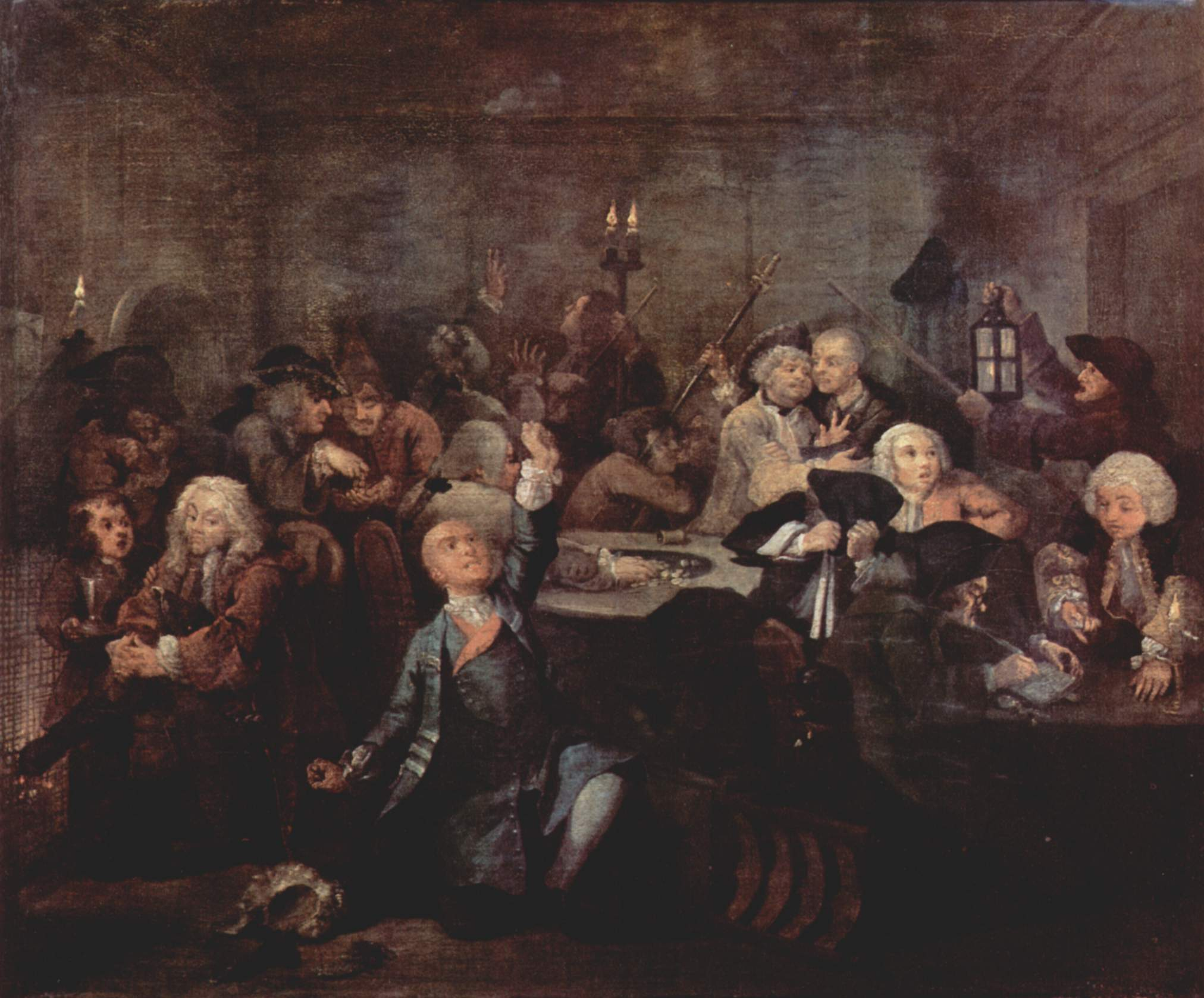
William Hogarth „Die Spielhölle“ aus A Rake’s Progress – Gemälde um 1735

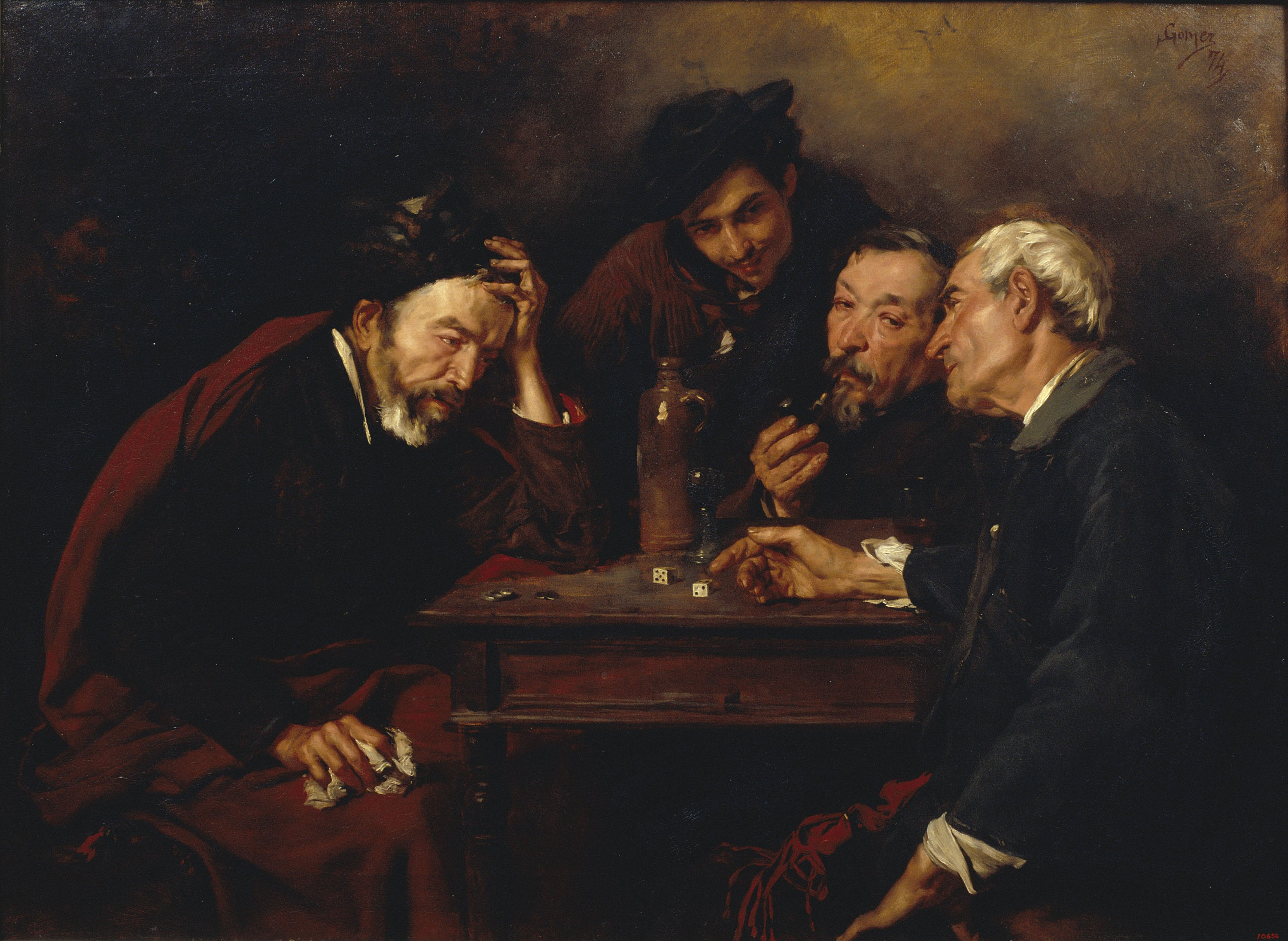
Simó Gómez „Els jugadors de daus“ (Die Würfelspieler) – Gemälde aus dem Jahr 1874

Hazard, altengl. oder frz. Hasard, ist ein altenglisches Spiel mit zwei Würfeln, das bereits im 14. Jahrhundert von Geoffrey Chaucer in den Canterbury Tales erwähnt wird. Der Name Hasard leitet sich vom arabischen yasara für „würfeln“ ab.
Hazard war – trotz der komplizierten Regeln – im 17. und 18. Jahrhundert so beliebt, dass es zu dem Glücksspiel schlechthin wurde. Glücksspiele werden daher auch allgemein als Hasardspiele bezeichnet. In Crockford’s, Almack’s und Brooks’s Club in London wurde Hazard besonders gerne gespielt.
Hazard war bereits frühzeitig auch unter dem Namen Craps bekannt. Das moderne Craps, welches privat und in Casinos gespielt wird, ist durch Vereinfachung der ursprünglichen Regeln Anfang des 19. Jahrhunderts aus Hazard hervorgegangen (vgl. u.).
Neben dem Spiel mit zwei Würfeln existierte auch eine Variante mit drei Würfeln. Der Name Grand Hazard für das Spiel mit drei anstelle von nur zwei Würfeln meint heute jedoch das Spiel Sic Bo bzw. Chuck a Luck.

## Die Regeln

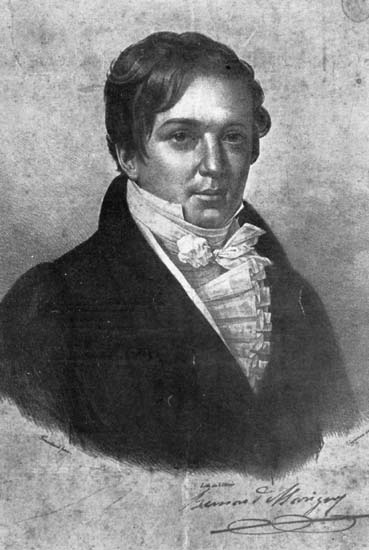
Bernard Xavier Philippe de Marigny de Mandeville (1785–1868) wird die Entwicklung des Craps zugeschrieben. Mandeville war in den Jahren 1822/23 Präsident des Senats von Louisiana

Ein Spieler, der Shooter oder Caster, tätigt einen Einsatz, das Banco; die anderen Spieler, die Faders, setzen dagegen. Sind die Einsätze getätigt, so beginnt das Spiel mit der Feststellung des Main point. Dazu würfelt der Shooter so lange mit zwei Würfeln, bis er eine Augensumme von 5, 6, 7, 8 oder 9 erzielt – andere Würfe zählen nicht. Die so bestimmte Zahl ist der Main point oder Faders’ point.
Nun würfelt der Shooter ein weiteres Mal. In diesem Wurf fällt bereits die Entscheidung über Gewinn (Caster throws in bzw. nicks) oder Verlust (Caster throws out) oder es wird ein Chance point, auch Shooter’s point gemäß folgender Tabelle festgestellt:
| Main point | Shooter gewinnt bei Wurf von | Shooter verliert bei Wurf von | Wurf von … liefert den Chance point |
| ---------- | ---------------------------- | ----------------------------- | ----------------------------------- |
| 5          | 5                            | 2, 3, 11, 12                  | 4, 6, 7, 8, 9, 10                   |
| 6          | 6, 12                        | 2, 3, 11                      | 4, 5, 7, 8, 9, 10                   |
| 7          | 7, 11                        | 2, 3, 12                      | 4, 5, 6, 8, 9, 10                   |
| 8          | 8, 12                        | 2, 3, 11                      | 4, 5, 6, 7, 9, 10                   |
| 9          | 9                            | 2, 3, 11, 12                  | 4, 5, 6, 7, 8, 10                   |

Fällt in diesem Wurf keine sofortige Entscheidung, d. h. wird ein Chance point festgestellt, kehrt sich die Gewinnbedingung um, der Shooter würfelt also weiter, bis er entweder den Main point trifft und verliert oder erneut den Chance point würfelt und gewinnt.
Gewinnt der Shooter, so darf er die Würfel behalten und weiterspielen; er darf dann aber aus der Bank keine Gewinne entnehmen. Verliert der Shooter unmittelbar nach Feststellung des Main point (d. h. weil er in dem ersten Wurf nach Feststellung des Main point eine 2, 3, oder je nachdem eine 11, oder 12 geworfen hat), so darf er – wenn er möchte – ebenfalls die Würfel behalten und ein neues Banco legen. Der Shooter kann aber die Würfel auch an seinen rechten Nachbarn weitergeben.
Verliert der Shooter nach Feststellung des Chance points durch den Wurf des Main point, so muss er die Würfel an seinen rechten Nachbarn weitergeben.
Der Shooter gewinnt mit Wahrscheinlichkeit von 49,1 %; er ist somit gegenüber den Faders im Nachteil, der Vorteil der Faders beträgt ca. 1,8 % (vgl. Bankvorteil).
In einem einzelnen Spiel sind bis zur Entscheidung über Gewinn oder Verlust im Mittel 5,2 Würfe erforderlich (erwartete Spieldauer).
Lässt man die Feststellung des Main point weg und setzt diesen im Vorhinein auf Sieben, so entspricht das Spiel den Regeln des Craps; diese Vereinfachung soll Bernard de Mandeville im Jahr 1813 in New Orleans eingeführt haben.

## Nebenwetten

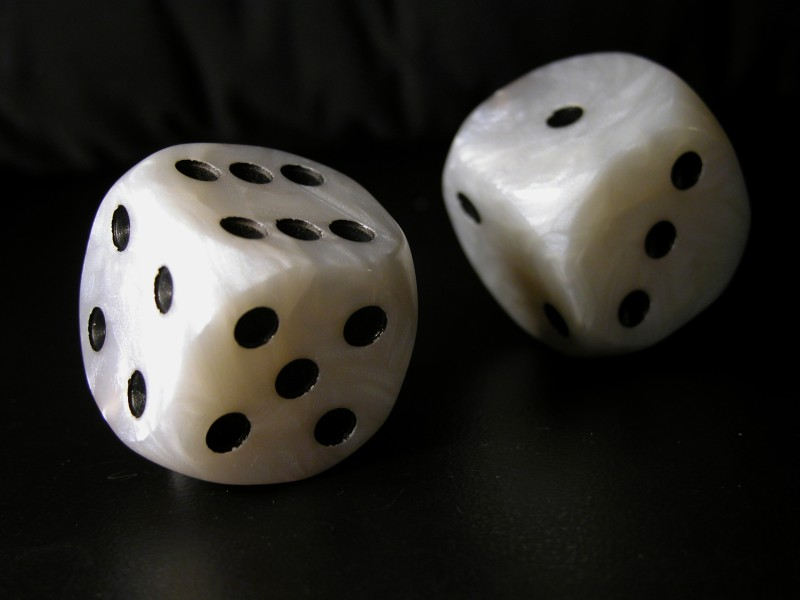
Spielwürfel

Wird in einer Runde ein Chance point festgestellt, so kann der Shooter gewöhnlich bei einem sogenannten Setter weitere Wetten (Side bets) abschließen – und zwar zu den fairen Quoten.
Angenommen der Main Point ist 7 und der Chance point ist 4, so gewinnt der Shooter bei einem Wurf von 1–3, 2–2, 3–1 und verliert bei einem Wurf von 1–6, 2–5, 3–4, 4–3, 5–2, 6–1. Da den drei für den Shooter günstigen Kombinationen sechs ungünstige Kombinationen gegenüberstehen, beträgt die Quote 6 : 3 oder 2 : 1.
Allgemein gilt folgende Tabelle:
| Main point | Chance Point | Chance Point | Chance Point | Chance Point | Chance Point | Chance Point | Chance Point |
| Main point | 4            | 5            | 6            | 7            | 8            | 9            | 10           |
| ---------- | ------------ | ------------ | ------------ | ------------ | ------------ | ------------ | ------------ |
| 5          | 4:3          |              | 4:5          | 2:3          | 4:5          | 1:1          | 4:3          |
| 6          | 5:3          | 5:4          |              | 5:6          | 1:1          | 5:4          | 5:3          |
| 7          | 2:1          | 3:2          | 6:5          |              | 6:5          | 3:2          | 2:1          |
| 8          | 5:3          | 5:4          | 1:1          | 5:6          |              | 5:4          | 5:3          |
| 9          | 4:3          | 1:1          | 4:5          | 2:3          | 4:5          |              | 4:3          |

Diese Nebenwetten leben beim Craps in Form der Odds bets fort.